# Макхенри (окръг, Северна Дакота)
Вижте пояснителната страница за други значения на Макхенри.
Окръг Макхенри (на английски: McHenry County) е окръг в щата Северна Дакота, Съединени американски щати. Площта му е 4952 km², а населението - 5900 души (2017). Административен център е град Таунър.